# Яннік Люп'єн
Яннік Люп'єн (англ. Yannick Lupien, 21 лютого 1980) — канадський плавець.
Учасник Олімпійських Ігор 2000, 2004 років.
Призер Чемпіонату світу з водних видів спорту 2005 року.
Призер Чемпіонату світу з плавання на короткій воді 1999 року.
Призер Пантихоокеанського чемпіонату з плавання 1999, 2002 років.
Призер Ігор Співдружності 2006 року.
Призер Панамериканських ігор 1999 року.